# Сражение при Криволаке (1913)
Сражение при Криволаке (болг. Битка при Криволак) — этап Брегалницкого сражения, во время которого 19—21 июня (2—4 июля по новому стилю) 1913 года болгарские войска нанесли тяжелое поражение сербской дивизии.

## Перед сражением
Сражение произошло на высотах севернее села Криволак в излучине между реками Брегальница и Крива-Лаковица. Сербская 2-я Тимокская дивизия (II) оборонялась на северном и западном склонах горного хребта Серта и в районе железнодорожной станции Криволак. Её командир, полковник Драгутин Милутинович, имел в своём подчинении три пехотных полка, артиллерийские и другие части, которые занимали три линии траншей на склонах высот юго-западнее реки Крива-Лакавица.
В начале войны болгары, наступая широким фронтом, 17 и 18 июня (30 июня и 1 июля) вытеснили сербов из сел Патрик и Драгоево и с подступов к Криволаку. По приказу верховного командования 18 июня наступление было приостановлено, что дало сербам время восстановить оборону.

## Ход сражения
Бои 19 июня (2 июля)
Вечером 19 июня, по приказу командира 2-й Фракийской дивизии полковника Димитра Гешова, части 2-й бригады дивизии штурмом захватили высоты восточнее сел Пепелище и Криволак и ценой около 450 убитых и раненых разгромили засевший там сербский 14-й полк, захватив в плен около 700 человек. Из Скопье на станцию Криволак сербске командование срочно перебросило поездом четыре батальона Добровольческой бригады, но их прибытие не повлияло на исход боя.
Бои 20 июня (3 июля)
20 июня сербская оборона под Криволаком была временно стабилизирована. Командир дивизии развернул части, разбитые у Пепелище, правее Вардара и на нависшем левом берегу реки Орло. Сербские пулеметы и артиллерия, расположенные на этом холме, остановят болгарские атаки.
В этот же день 21-й Среднегорский полк и действовавшие в центре части 9-го Пловдивского полка под общим командованием полковника Серафимова атаковали сербские окопы у села Шеоба. Бой длился с 3 часов дня до 22 часов вечера без успеха для болгар.
Атака под Драгоево, имевшие целью сломить северный фланг сербской дивизии и отрезать ей путь отхода к Велесу, не удалась из-за усталости солдат и отвлекающей атаки двух сербских кавалерийских полков, которые ненадолго переправились через Брегальницу у села Софилари во фланг бригады.
Несмотря на успешную оборону, Тимокская дивизия оставалась изолированной со своими девятью батальонами и шестью батальонами Добровольческой бригады далеко к югу от основных сербских сил, действовавших за Брегальницей в районе Штипа и Кочани. Обращения полковника Милутиновича к своему непосредственному начальнику, командующему Третьей армией генералу Божидару Янковичу, о дополнительной поддержке остались напрасными.
Бои 21 июня (4 июля)
21 июня болгары добиваются решающих прорывов на флангах сербской обороны. Атака на Орло-Баир началась ночью четырьмя ротами 28-го, 27-го и 49-го полков. Под покровом темноты болгарские солдаты поднялись по склону, но на плато попали под перекрестный огонь. Только после третьей атаки в штыки сербы были разбиты. Бой закончился на рассвете захватом хребта.
Бой у Драгоево тоже начался ночью, но затянулся дольше. Сербы в составе трех батальонов оказали самое серьёзное сопротивление на Сторкелевской возвышенности. Окруженные с трех сторон семью ротами 9-го и 11-го полков, в полдень 21 июня они отступили.
Эти неудачи приводят к общему отступлению Тимокской дивизии в сторону Градско и Велеса. Преследовать их болгары не стали из-за усталости, понесенных потерь и ошибок командиров бригад.

## Результаты
Под Криволаком болгары захватили в плен около 2900 сербских солдат и офицеров, 18 пушек и другие материалы. Однако развить свой стратегический успех в направлении Велеса и Скопье им не удалось из-за нехватки свежих войск.
Победа под Криволаком имела локальный успех, но повлияла на развитие Брегальницкого сражения в целом. В тот же день, когда закончились бои под Криволаком, сербы разгромили 7-ю болгарскую дивизию у Кочани, но сербское командование приостановило дальнейшее продвижение, испугавшись разгрома Тимокской (II) дивизии на своём южном фланге.